# Кирштейн, Густав Александрович
Густав Александрович Кирштейн (9 января 1917, Рига — 11 декабря 1992, Москва) — советский боксёр, тренер. Мастер спорта. Чемпион Москвы. Призёр Чемпионата СССР (1939). Тренировал сборную СССР. Заслуженный тренер СССР по боксу (1957). Отличник физической культуры (1957).

## Биография
Родился в Риге 9 января 1917 года, до революции его семья переехала в Москву. Отец — Кирштейн Александр Фёдорович (умер в 1931 году), этнический немец, работал бухгалтером. Мать — Кирштейн Эмилия Адамовна (по национальности белорусска), работала формовщицей на заводе «Изолятор». В семье также были две младших сестры.
После смерти отца с 14 лет начал работать на овощной базе. Через год поступил учиться в ФЗУ (фабрично-заводское училище) завода № 1 имени Авиахима. В училище посещал секцию бокса. В 1935 году после получения специальности токаря, начал работать на заводе «Авиахим» в качестве мастера производственного обучения. Параллельно участвовал в городских соревнованиях по боксу. Первая крупная награда — серебряная медаль первенства ВЦСПС в 1936 году.
Его тренерами в разное время были — Александр Гетье, Борис Денисов, Константин Токарев.
Поступил в Высшую школу тренеров при Московском государственном институте физкультуры.
В 1937 году выиграл первенство ВЦСПС в легком весе. В 1939 году в составе сборной ВЦСПС завоевал бронзовую медаль на чемпионате СССР. В 1939 году получил звание Мастера спорта СССР.
В конце июня 1941 года подал заявление с просьбой отправить добровольцем на фронт, однако в июле вступил в силу указ Президиума Верховного Совета СССР о выселке всех немцев в отдалённые районы страны. Вместе с матерью и сёстрами Густава сослали в Караганду на строительство угольных шахт. Попал в трудовой лагерь, входивший в состав Севураллаг МВД СССР. Трудился лесорубом, грузчиком, рамщиком, после окончания войны — помощником машиниста на узкоколейной железной дороге.
В 1946 году получил отпуск, навестив в Караганде больную мать. По ходатайству местного обкома комсомола и областного комитета физкультуры приказом МВД СССР Густав Кирштейн был оставлен в Караганде в качестве спецпереселенца для работы по боксу. В Караганде тренировал юношей и продолжал выступать сам.
В 1947 году Кирштейн впервые стал чемпионом Казахстана в легком весе, а его юношеская секция бокса выиграла командное первенство республики. С 1948 по 1955 годы Густав является тренером сборной команды Казахстана. Команда под его руководством побеждает на всех спартакиадах республик Средней Азии. Вследствие своих достижений, был переведен в Алма-Ату, где возглавил боксерскую секцию «Трудовые резервы». Параллельно с тренерской деятельностью выступал в различных соревнованиях, становился чемпионом Казахской ССР и Средней Азии.
В 1955 году, после снятия всех ограничений, вернулся в Москву. Стал тренером ЦС ДСО «Трудовые резервы» (Москва), затем тренером ДСО «Труд» и ВФСО «Динамо» (все — Москва). Был одним из тренеров сборной СССР по боксу.
Среди его учеников — Олег Григорьев, Борис Никоноров, Виктор Пушкин, Николай Ли.
В 1972 году снялся в роли тренера в фильме «Бой с тенью» (режиссёр — Валентин Васильевич Попов, студия «Мосфильм»). За эту роль был награждён Специальным призом жюри ВКФ спортивных фильмов в Одессе в том же году.
В 1976 году вышел на пенсию, но уйдя из «Динамо» не оставил бокс. С 1976 по 1979 год вместе с Марком Мельцером тренировал молодёжь в г. Калининграде (ныне Королев), а затем до 1992 года в СК «Боевые перчатки» ЦШВСМ (ныне МГФСО) тренировал подростков и юношей.
Скончался 11 декабря 1992 года. Похоронен на Миусском кладбище в Москве.